# ミゲル・トレビーニョ・モラレス
ミゲル・アンヘル・トレビーニョ・モラレス（スペイン語: Miguel Ángel Treviño Morales、別名: Z-40、1970年11月18日 - ）は、メキシコの麻薬カルテル「ロス・セタス」の最高幹部。
10代の頃からガルフ・カルテルに雇われ、一時はアメリカのテキサス州を拠点に活動する。ロス・セタスの一員となった際、セタスの創設者らと違い軍隊経験を有していなかったが、流暢な英語を話せることと若者らをプロの暗殺者に仕立てる手腕が買われ、創設時より幹部の地位を得た。
2012年10月、メキシコ北部コアウイラ州でメキシコ軍との銃撃戦で死亡したエリベルト・ラスカーノの後継として、ロス・セタスの最高幹部に就任。誘拐した不法移民250人以上の処刑を命令したこと、麻薬密輸や資金洗浄などの罪に問われ、アメリカ国務省が500万ドル（約5億円）の懸賞金をかけて行方を追っていた。
2013年7月15日早朝、ピックアップトラックでタマウリパス州ヌエボ・ラレドを移動中、メキシコ海軍によって逮捕された。後継には、アメリカ国内で資金洗浄に従事し、同じく指名手配されている弟のオマール・トレビーニョ・モラレス（別名: Z-42）が就く可能性が高いとされている。

## 関連
- メキシコ麻薬戦争